# 铁西乡
铁西乡（羅馬化：te xy），是中华人民共和国四川省凉山彝族自治州越西县曾经下辖的一个乡。2021年1月12日，撤销铁西乡和尔觉乡，设立尔觉镇。以原铁西乡和原尔觉乡所属行政区域为尔觉镇的行政区域。

## 行政区划
铁西乡撤销前下辖以下地区：
银河村、白拉吾村、阿支吾村、打子村、铁西村、如阿底村和牛都村。